# Village ibérique de Les Maleses
Le village ibérique de Les Maleses  est un site archéologique situé dans la commune de Sant Fost de Campsentelles (comarque de Vallès Oriental), dans la province de Barcelone en Catalogne,. 
Ce village, d'une colonie ibère de la tribu des Laietans, a été occupé ce site dès le IIIe siècle av. J.-C., au sommet d'une colline à 462 m d'altitude. Les découvertes des fouilles sont exposés au Museu Municipal de Montcada (ca).

## Description du site

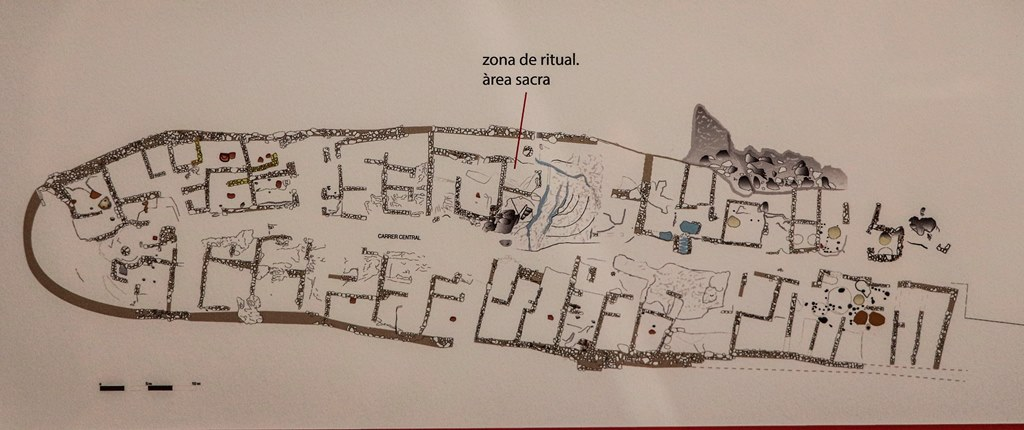
Plan du village de Les Maleses.

Le village de Les Maleses présente un urbanisme conditionné par la topographie de la colline et se développe à partir d'une ligne de muraille qui entoure la quasi-totalité du site et d'une rue centrale pavée d'une couche de pisé sur la plate-forme rocheuse, à partir de laquelle les maisons sont accessibles. Il y a deux lignes de maisons construites de chaque côté du sommet. Chaque maison rectangulaire ou trapézoïdale présente une, deux ou plusieurs pièces avec une cheminée centrale. Les murs ne dépassent pas un mètre de hauteur, avec une largeur variable entre 45 × 65 cm, constitués de pierres locales sèches et peu travaillées.
Une maison de forgeron, datant entre les IVe et IIIe siècles av. J.-C., se trouve sur une zone de production métallurgique, un habitat domestique et une zone de stockage.
Des vestiges des structures préservées, le matériel archéologique de l'époque ibérique a été trouvé : céramique et poetrie, ustensiles ménagers, pièces de monnaie, outils agricoles et armes.

## Historique des fouilles
- Le site ibérique de Les Maleses a fait l'objet de diverses interventions depuis 1928, lorsque la section Archéologie et Histoire du Groupe Excursionniste de Badalone a réalisé une première intervention.
- Dans les années 1943-1948 et 1955-1956, J.M. Cuyás et plus tard Font i Cussó, J. Fàbregas Bagué, le groupe AGES de Santa Coloma de Gramanet et le Centre d'excursions de Montcada sont intervenus sur le site.
- En 1982, deux articles faisant référence au site de Les Maleses sont publiés : le premier est signé par Antonio Velasco et commente la fouille de trois salles. La seconde est signée Mercedes Durán et correspond au rapport scientifique de la campagne réalisée en 1980. La fouille a été réalisée dans la zone sud-est du site et a permis de documenter cinq pièces, une terrasse et éventuellement un silo.

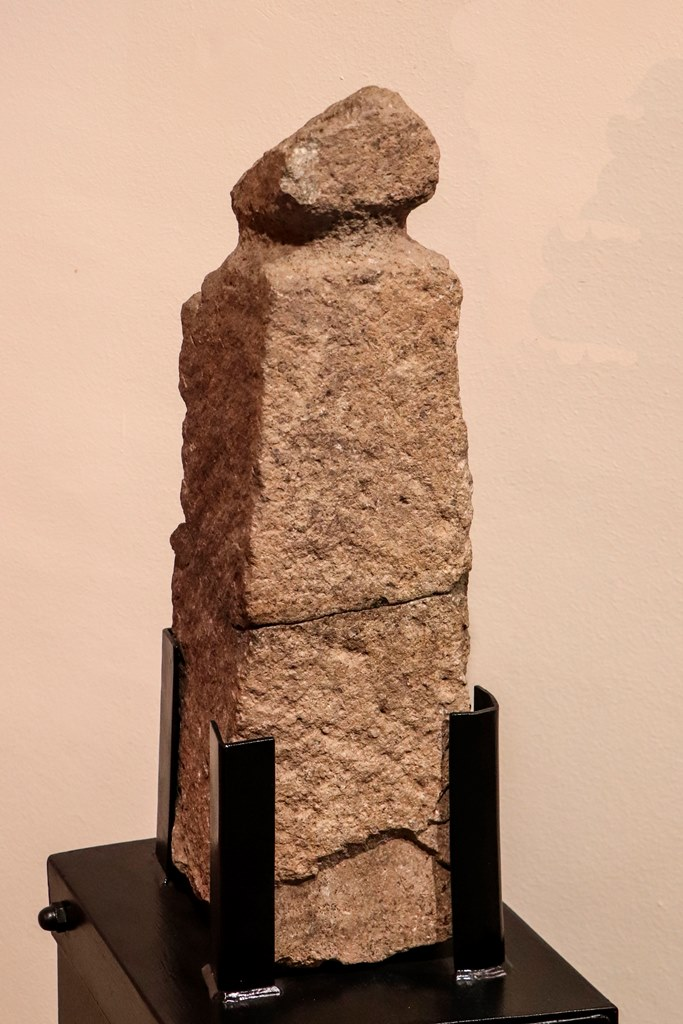
Bétyle trouvé sur le site de Les Maleses.

- En 1982-1985, les campagnes de fouilles reprennent sur le site, cette fois sous la direction de Mercedes Durán et Elisabeth Huntingford.
- En novembre et décembre 1998, des travaux de consolidation ont été réalisés sur toutes les structures fouillées au fil des années.
- Depuis 2000, Mercedes Durán et Gemma Hidalgo ont assumé la gestion, la coordination et la direction d'un programme de recherche sur Les Maleses, qui a développé jusqu'à présent un total de neuf campagnes de fouilles[5].